# سهرل
سهرل یکی از روستاهای استان آذربایجان شرقی است که در دهستان رودقات بخش صوفیان شهرستان شبستر واقع شده‌است.

## جُستارهای وابسته
- کلیسای هوهانس مقدس (سهرل)